# جوردان ثيودور
جوردان ثيودور (بالإنجليزية: Jordan Theodore)‏ مواليد 11 ديسمبر 1989 في إنغلوود، هو لاعب كرة سلة أمريكي. بدأ مسيرته الاحترافية في سنة 2012. يحمل الرقم 25. يبلغ طوله 6 قدم 0 بوصة (1.8 م). لعب مع سكايلاينرز فرانكفورت وبانفيت لكرة السلة في الدوري التركي لكرة السلة.

## روابط خارجية
- جوردان ثيودور على موقع كرة السلة الأوروبية.كوم (الإنجليزية)
- جوردان ثيودور على موقع كلية كرة السلة في سبورتس رفرنس.كوم (الإنجليزية)
- جوردان ثيودور على موقع ريلجم (الإنجليزية)
- جوردان ثيودور على موقع بروبوليرز (الإنجليزية)
- جوردان ثيودور على موقع سبورتس رفرنس (الإنجليزية)